# Kréta (kraj)
Kréta (řecky: Περιφέρεια Κρήτης) je jeden z krajů Řecka. Zahrnuje území stejnojmenného ostrova a okolních ostrůvků, z nichž je největší Gavdos. Hlavní město Iraklio. Rozloha kraje je 8336 km2 a žije v něm 623 065 obyvatel.

## Správní členění
Kraj Kréta se od 1. ledna 2011 člení na 4 regionální jednotky, které odpovídají dříve zavedeným stejnojmenným prefektrurám.
| Regionální jednotka | řecky                          | rozloha (km²) | počet obyvatel | hustota zalidnění | sídlo regionální jednotky |
| ------------------- | ------------------------------ | ------------- | -------------- | ----------------- | ------------------------- |
| Chania              | Περιφερειακή Ενότητα Χανίων    | 2 372,51      | 156 585        | 66,00             | Chania                    |
| Iraklio             | Περιφερειακή Ενότητα Ηρακλείου | 2 636,01      | 305 490        | 115,89            | Iraklio                   |
| Lasithi             | Περιφερειακή Ενότητα Λασιθίου  | 1 826,23      | 75 381         | 41,27             | Ágios Nikólaos            |
| Rethymno            | Περιφερειακή Ενότητα Ρεθύμνης  | 1 498,44      | 85 690         | 57,19             | Rethymno                  |

## Ostrovy
Ostrovy, které náleží ke kraji Kréta, zachycuje tabulka:
|    | ostrov          | řecky           | rozloha (km²) | Pobř. (km) | N.v. (m) | nejvyšší vrchol | Obyv.   | Hust. | regionální jednotka | obec           | poloha moře                 |
| -- | --------------- | --------------- | ------------- | ---------- | -------- | --------------- | ------- | ----- | ------------------- | -------------- | --------------------------- |
| 1  | Kréta           | Κρήτη           | 8 261,183     | 1 066      | 2 456    | Psiloritis      | 622 911 | 75,40 | 4 reg. jedn.        | 23 obcí        | Egejské moře, Libyjské moře |
| 2  | Gavdos          | Γαύδος          | 33,025        | 34         | 345      | Vardia          | 152     | 5,14  | Chania              | Gavdos         | Libyjské moře               |
| 3  | Día             | Δία             | 11,909        | 27         | —        | —               | 0       | 0,00  | Iraklio             | Hersonissos    | Egejské moře                |
| 4  | Chrysi          | Χρυσή           | 4,743         | —          | —        | —               | 2       | 0,42  | Lasithi             | Ierapetra      | Libyjské moře               |
| 5  | Koufonisi       | Κουφονήσι       | 4,26          | —          | —        | —               | 0       | 0,00  | Lasithi             | Sitia          | Libyjské moře               |
| 6  | Dragonada       | Δραγονάδα       | 2,89          | —          | —        | —               | 0       | 0,00  | Lasithi             | Sitia          | Egejské moře                |
| 7  | Pondikonisi     | Ποντικονήσι     | 2,50          | —          | —        | —               | 0       | 0,00  | Chania              | Kissamos       | Egejské moře                |
| 8  | Gyanisada       | Γιανυσάδα       | 2,10          | —          | —        | —               | 0       | 0,00  | Lasithi             | Sitia          | Egejské moře                |
| 9  | Gavdopoula      | Γαυδοπούλα      | 1,775         | —          | —        | —               | 0       | 0,00  | Chania              | Gavdos         | Libyjské moře               |
| 10 | Elasa           | Ελάσα           | 1,75          | —          | —        | —               | 0       | 0,00  | Lasithi             | Sitia          | Egejské moře                |
| 11 | Pseira          | Ψείρα           | 1,52          | —          | —        | —               | 0       | 0,00  | Lasithi             | Sitia          | Egejské moře                |
| 12 | Agria Gramvousa | Άγρια Γραμβούσα | 0,83          | —          | —        | —               | 0       | 0,00  | Chania              | Kissamos       | Egejské moře                |
| 13 | Imeri Gramvousa | Ήμερη Γραμβούσα | 0,72          | —          | —        | —               | 0       | 0,00  | Chania              | Kissamos       | Egejské moře                |
| 14 | Agioi Thedoroi  | Άγιοι Θεόδωροι  | 0,70          | —          | —        | —               | 0       | 0,00  | Chania              | Platanias      | Egejské moře                |
| 15 | Elafonisi       | Ελαφονήσι       | 0,44          | —          | —        | —               | 0       | 0,00  | Chania              | Kissamos       | Libyjské moře               |
| 16 | Agioi Pantes    | Άγιοι Πάντες    | 0,35          | —          | —        | —               | 0       | 0,00  | Lasithi             | Ágios Nikólaos | Egejské moře                |
| 17 | Paximada        | Παξιμάδα        | 0,31          | —          | —        | —               | 0       | 0,00  | Lasithi             | Sitia          | Egejské moře                |
| 18 | Trachilos       | Τράχηλος        | 0,15          | —          | —        | —               | 0       | 0,00  | Lasithi             | Sitia          | Libyjské moře               |
| 19 | Strongyli       | Στρογγυλή       | 0,15          | —          | —        | —               | 0       | 0,00  | Lasithi             | Sitia          | Libyjské moře               |
| 20 | Kolokythas      | Κολοκύθας       | 0,14          | —          | —        | —               | 0       | 0,00  | Lasithi             | Ágios Nikólaos | Egejské moře                |
| 21 | Makroulo        | Μακρουλό        | 0,09          | —          | —        | —               | 0       | 0,00  | Lasithi             | Sitia          | Libyjské moře               |
| 22 | Spinalonga      | Σπιναλόγκα      | 0,09          | —          | —        | —               | 0       | 0,00  | Lasithi             | Ágios Nikólaos | Egejské moře                |